# Martinsaari (ö i Södra Savolax, S:t Michel, lat 61,62, long 27,20)
Martinsaari är en ö i Finland. Den ligger i sjön Linnajärvi och i kommunen Sankt Michel i den ekonomiska regionen  S:t Michel och landskapet Södra Savolax, i den södra delen av landet, 200 km nordost om huvudstaden Helsingfors. Öns area är 0,2 hektar och dess största längd är 60 meter i nord-sydlig riktning.